# هوچوی پوکا کاسا
هوچوی پوکا کاسا (به اسپانیایی: Huch'uy Puka Q'asa) یک کوه در پرو است که در منطقه آیاکوچو واقع شده‌است. هوچوی پوکا کاسا ۴٬۴۰۰ متر بالاتر از سطح دریا واقع شده‌است.